# Renata Cytacka
Renata Cytacka z domu Mikutajcis (ur. 5 maja 1975 w Tawsiunach) – litewska polityk, prawniczka i działaczka samorządowa narodowości polskiej, w latach 2012–2014 wiceminister energetyki w rządzie Algirdasa Butkevičiusa.

## Życiorys
W 1998 ukończyła studia prawnicze na Uniwersytecie Gdańskim. Kształciła się też w zakresie administracji publicznej, była stypendystką Programu Fulbrighta. W latach 2003–2006 pracowała jako doradca mera rejonu solecznickiego. W 2006 objęła funkcję sekretarza rady samorządu rejonu wileńskiego. Działaczka Związku Polaków na Litwie oraz Akcji Wyborczej Polaków na Litwie (AWPL), z ramienia której kandydowała do Parlamentu Europejskiego (2009, 2014) oraz do litewskiego Sejmu (2012, 2016, 2020). Została także prezesem Forum Rodziców Szkół Polskich Rejonu Solecznickiego. 
28 grudnia 2012 z rekomendacji AWPL została zastępczynią ministra energetyki Jarosława Niewierowicza w rządzie Algirdasa Butkevičiusa. Funkcję tę pełniła do 2014. W 2015 została radną miejską w Wilnie (reelekcja w 2019). Do 2021 była asystentką europosła Waldemara Tomaszewskiego. Przez kilka lat pełniła także funkcję wiceprzewodniczącej Związku Polaków na Litwie; w 2021 bez powodzenia ubiegała się o stanowisko przewodniczącej tej organizacji. W 2022 zrezygnowała z członkostwa w AWPL, protestując przeciwko kontrowersyjnej wypowiedzi Zbigniewa Jedzińskiego, który proponował stworzenie sojuszu Polski z Rosją.
Zamężna z Mariuszem, ma dwoje dzieci (Katarzynę i Małgorzatę).